# Bipalium vagum
Bipalium vagum és una espècie de planària terrestre de la subfamília dels bipalins. Els espècimens a partir dels quals es va descriure l'espècie es van trobar a la parròquia de Pembroke, a les Bermudes, tot i que es sospita que va ser introduït, ja que els bipalins són originaris del sud-est asiàtic, Índia i Madagascar. L'aparell copulador de B. vagum presenta unes característiques generals similars al de B. kewense. S'alimenta de gasteròpodes.